# Municipio de Tala

Mapa del municipio de Tala.

El Municipio de Tala es uno de los municipios del departamento de Canelones, Uruguay. Tiene como sede la ciudad homónima.

## Ubicación
El municipio se encuentra localizado en la zona noreste del departamento de Canelones. Limita al norte con el departamento de Florida, al este con el departamento de Lavalleja, al sur con los municipios de Migues y San Jacinto, y al oeste con los de San Ramón y San Bautista.

## Características
El municipio fue creado por ley 18.653 del 15 de marzo de 2010, y forma parte del departamento de Canelones. Su territorio comprende a los distritos electorales CJA y CJB de ese departamento. 
Se trata de una zona cuya principal actividad económica es la agropecuaria y la agroindustrial.
Según la intendencia de Canelones, el municipio cuenta con una población de 9.499 habitantes, lo que representa un 2% de la población total del departamento, de esta población el 47% es rural, lo que lo convierte en el municipio con mayor porcentaje de población rural del departamento. Su superficie corresponde al 11.6% de la superficie del departamento, siendo el de mayor tamaño.
Su superficie es de 524 km².
Forman parte del municipio las siguientes localidades:
- Tala
- Bolívar

## Autoridades
Las autoridades del municipio son el alcalde y cuatro concejales.
Alcaldes según período:
| Nº | Alcalde        | Partido             | Inicio del mandato      | Fin del mandato         | Observaciones     | Concejales                                                                       |
| -- | -------------- | ------------------- | ----------------------- | ----------------------- | ----------------- | -------------------------------------------------------------------------------- |
| 1  | Mario Pérez    | Partido Nacional PN | 2010                    | julio de 2015           | Alcalde elegido   |                                                                                  |
| 2  | Mario Pérez    | Partido Nacional PN | julio de 2015           | 26 de noviembre de 2020 | Alcalde reelegido | Leonardo Castro (PN) Diver Fernández (PC) Gustavo Febles (PC) Edinson Aldao (FA) |
| 3  | Leonardo Pérez | Partido Nacional PN | 27 de noviembre de 2020 | 2025                    | Alcalde elegido   | Darwin Barreto (FA) Blanca Romero (PN) Rúben González (PN) Diver Fernández (PC)  |

## Consejo Municipal

### Composición del Consejo Municipal de Tala
El Consejo Municipal de Tala está compuesto por cinco integrantes, distribuidos de la siguiente manera:  